# گوسفند
گوسفند یا گوسپند پستانداری است از راستهٔ جفت‌سم‌سانان، از گروه نشخوارکنندگان و از خانواده گاوسان.
این جانور را جهت استفاده از پشم، پوست، شیر و گوشت اهلی کرده و به صورت گله‌های بزرگ نگهداری می‌کنند.
به گوسفند نر، قوچ و به گوسفند ماده، میش و به فرزندشان، بره گفته می‌شود،
به ماده‌های جوان جفت نخورده کابی (هم‌معنی باکره) و به نرهای جوان نَر سِلِک (یعنی نر کوچک) گفته می‌شود. و ماده‌های باردار را (آوِستَن) می‌گویند.
گاهی بر اثر جهش‌های ژنتیکی در بعضی از میش‌ها شاخ‌های کوچک به‌وجود می‌آید. و در برخی نژادهای قوچ، گاهی شاهد وجود چهار شاخ هستیم.
ولی به‌طور عمده و به‌صورت معمول ماده‌ها بی‌شاخ و نرها دو شاخ یا بدون شاخ هستند.

## نژادها
1. گوسفند رومانف
2. گوسفند کردی خراسان
3. گوسفند افشاری
4. گوسفند ترکی قشقایی
5. گوسفند نژاد لری لرستان
6. گوسفند بختیاری
7. گوسفند قزل
8. گوسفند عربی
9. گوسفند بلوچی
10. گوسفند سنگسری
11. گوسفند سنجابی
12. گوسفند طالشی
13. گوسفند قره قل
14. گوسفند لک قشقایی
15. گوسفند فراهانی
16. گوسفند مغانی
17. گوسفند کردی
18. گوسفند والیس بینی سیاه
19. گوسفند تونس
20. گوسفند رامنی
21. گوسفند همشایر
22. گوسفند آکسفورد
23. گوسفند دورست
24. گوسفند رامبویه
25. گوسفند سافولک
26. گوسفند خاکستری سراب

تفاوت پرورش گوسفند داشتی و پرواربندی بره
پرورش گوسفند به دو شکل داشتی و پرواری انجام می‌شود. در پرورش گوسفند داشتی دامدار اقدام به خرید میش مادر، نسل‌کشی و نگهداری دام می‌پردازد. در پرواربندی دامدار اقدام به خرید بره‌های سبک‌وزن بین ۲۰ الی ۳۰ کیلو می‌کند، پس از رسیدن به وزن مد نظر اقدام به ارایه بازار می‌کند.

## استفاده

پرچم جزایر فالکلند

انسان از شیر و گوشت و پشم گوسفند استفاده می‌کند و از این نظر گوسفند جانوری مفید برای انسان است. در مناطق بادیه‌نشین، همچنین در شهر و روستا، شیر گوسفند نوشیده می‌شود. از پوستش کفش می‌دوزند و پشمش را می‌ریسند. همچنین فضولات گوسفند را که پشکل نام دارد کود کشاورزی می‌کنند.
جمعیت کل گوسفند و بز جهان در حدود دو میلیارد راس است که حدود دو سوم این مقدار (بیشتر از ۱٬۳۰۰٬۰۰۰٬۰۰۰ راس) گوسفند و بقیه (در حدود ۷۰۰٬۰۰۰٬۰۰۰ راس) بز است.
بیشترین تعداد گوسفندان جهان به تعداد صد و پنجاه میلیون راس در استرالیا پرورش داده می‌شود، پس از آن چین با حدود صد و چهل میلیون راس، هند با حدود هشتاد میلیون راس و ایران با حدود شصت میلیون راس قرار دارند؛ کشورهای سودان، نیجریه، نیوزلند، انگلیس، پاکستان و اتیوپی در رده‌های بعدی قرار دارند.

### شیر گوسفند
از شیر گاو غلیظ‌تر است. شیر گوسفند سیاه مرغوبتر است. شیر گوسفند مقوی سیستم حسی و عصبی است و نیروی جنسی را افزایش می‌دهد. همچنین برای زخم روده و خلط خونی مفید است. ترکیب شیر گوسفند و روغن بادام شیرین و صمغ عربی جهت سرفه توصیه می‌شود.

## بزرگ‌ترین پرورش‌دهندگان گوسفند
فهرست کشورهای دارای بیشترین تعداد گوسفند زنده بر اساس گزارش فائو در سال ۲۰۱۸
| کشور | کشور          | تعداد گوسفند  |
| ---- | ------------- | ------------- |
| ۱    | استرالیا      | ۱۷۰٬۰۰۰٬۰۰۰   |
| ۲    | چین           | ۱۶۴٬۰۰۰٬۰۰۰   |
| ۳    | هند           | ۶۱٬۶۶۰٬۰۰۰    |
| ۴    | نیجریه        | ۴۲٬۹۷۰٬۰۰۰    |
| ۵    | سودان         | ۴۰٬۸۴۰٬۰۰۰    |
| ۶    | ایران         | ۳۹٬۶۷۰٬۰۰۰    |
| ۷    | بریتانیا      | ۳۳٬۷۸۰٬۰۰۰    |
| ۸    | ترکیه         | ۳۳٬۶۷۰٬۰۰۰    |
| ۹    | چاد           | ۳۳٬۲۰۰٬۰۰۰    |
| ۱۰   | اتیوپی        | ۳۱٬۶۰۰٬۰۰۰    |
| ۱۱   | مغولستان      | ۳۰٬۵۵۰٬۰۰۰    |
| ۱۲   | پاکستان       | ۳۰٬۴۹۰٬۰۰۰    |
| ۱۳   | الجزایر       | ۲۸٬۶۹۰٬۰۰۰    |
| ۱۴   | نیوزیلند      | ۲۷٬۲۹۰٬۰۰۰    |
| ۱۵   | آفریقای جنوبی | ۲۲٬۵۰۰٬۰۰۰    |
| ۱۶   | روسیه         | ۲۲٬۳۴۰٬۰۰۰    |
| جهان | جهان          | ۱٬۲۰۹٬۰۰۰٬۰۰۰ |

## بیماری‌ها
در سر اکثر گوسفندان (دقیقاً در سینوس مجرای بینی) دو یا چند کرم بزرگ زندگی می‌کنند که لارو مگس انگلی گوسفند یا Oestrus ovis هستند. پس از کشتن گوسفند قصاب سر گوسفند را به زمین می‌کوبد تا کرمها خارج شوند. نوعی انگل دیگر کرم مغز نیز وجود دارد که به مغز حیواناتی چون گوسفند، بز، گوزن و برخی حیوانات دیگر حمله می‌کند. همچنین انگل‌های گوارشی متنوعی ممکن است از طریق گوشت گوسفند منتقل شوند که نیاز به پختن کامل گوشت دارد. در مورد مبتلا شدن به انگل تفاوتی بین گوسفند و دیگر حیوانات وجود ندارد.
زبان آبی یک بیماری ویروسی است که گوسفند، گاو، گوزن، بز و شتر (شتر، لاما، آلپاکا، گواناکو و ویکونا) را درگیر می‌کند. اگرچه گوسفندان به شدت تحت تأثیر قرار می‌گیرند، گاو مخزن اصلی ویروس در پستانداران است و در اپیدمیولوژی این بیماری بسیار مهم است.

## ضریب تبدیل گوسفند
ضریب تبدیل به معنای مقدار افزایش وزنی که یک دام در مقابل مصرف خوراک دارد. در گوسفند و بره پرواری ضریب تبدیل بین ۸ الی ۹ می‌باشد؛ یعنی به ازای هر ۸ کیلو خوراک مصرفی ۱ کیلو افزایش وزن دارد.
به‌طور کلی گوسفندان ایرانی بین ۱۸۰ الی ۳۰۰ گرم در روز افزایش وزن خواهند داشت. و روزانه بین ۱٫۳ الی ۲ کیلوگرم خوراک مصرف می‌کنند (با توجه به وزن و سن).

## نگارخانه

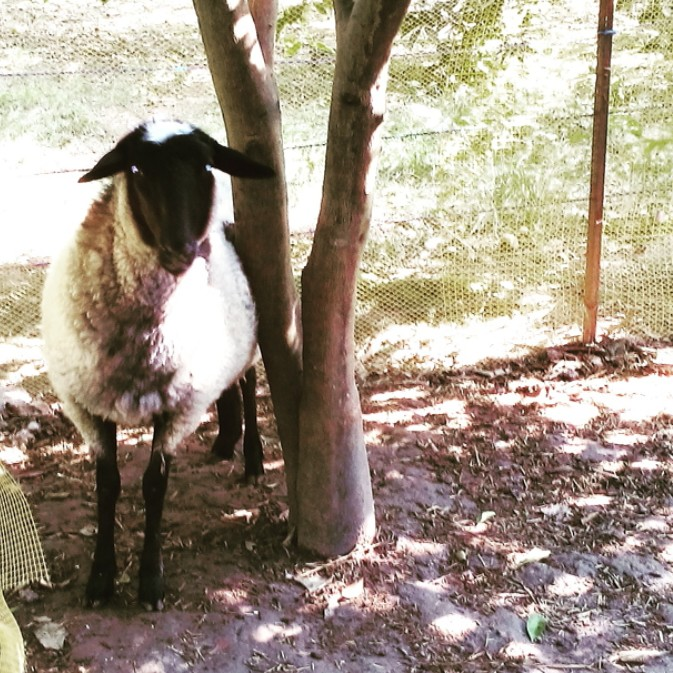
ایمی (Amy) - میش رومانف - مزرعه‌های مدرن کیمارا - ایران
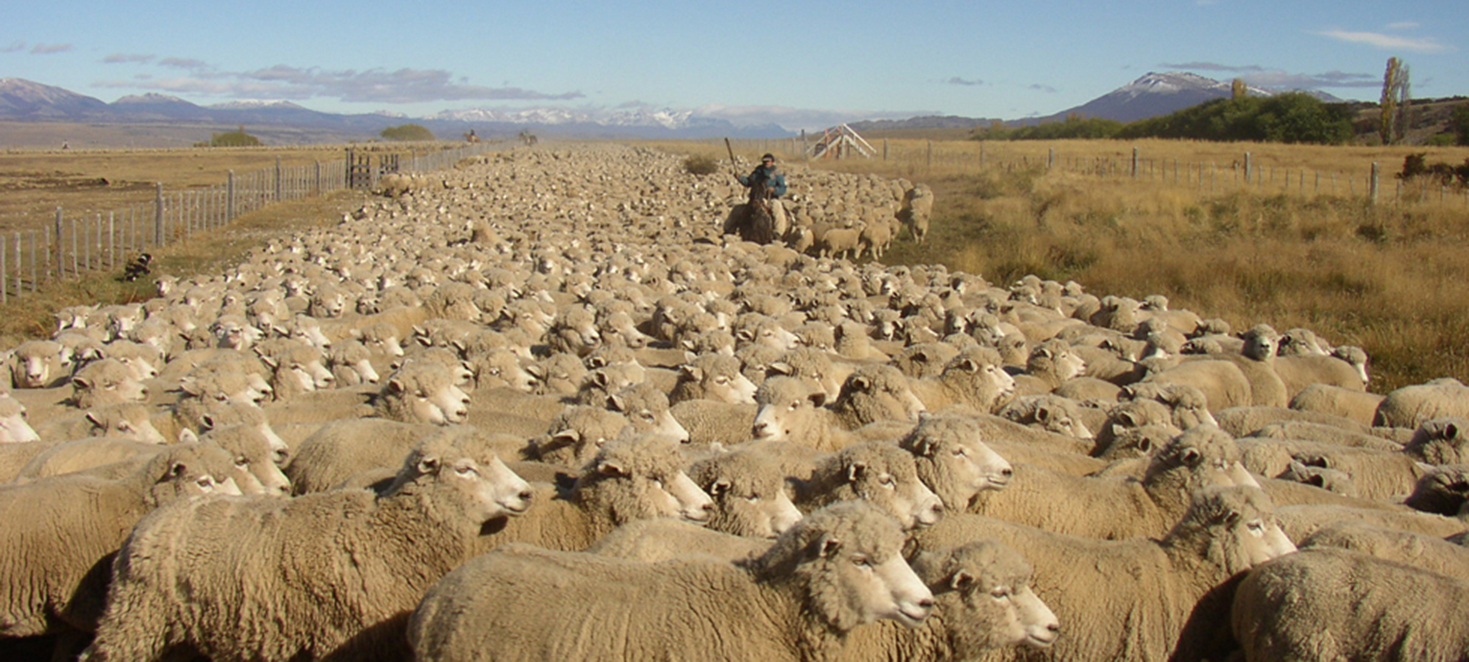
گوسفند در آرژانتین
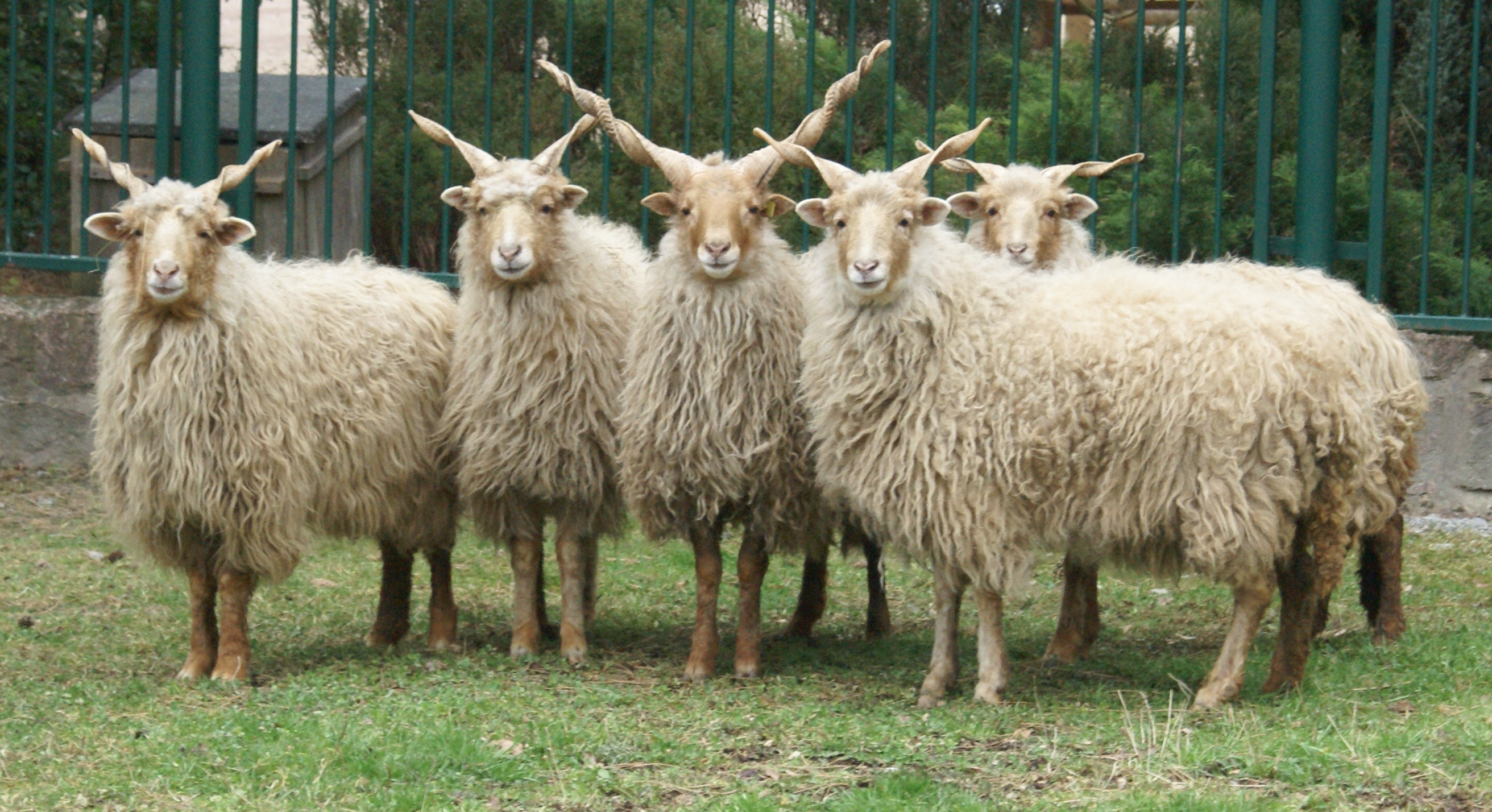
گوسفند نژاد Racka
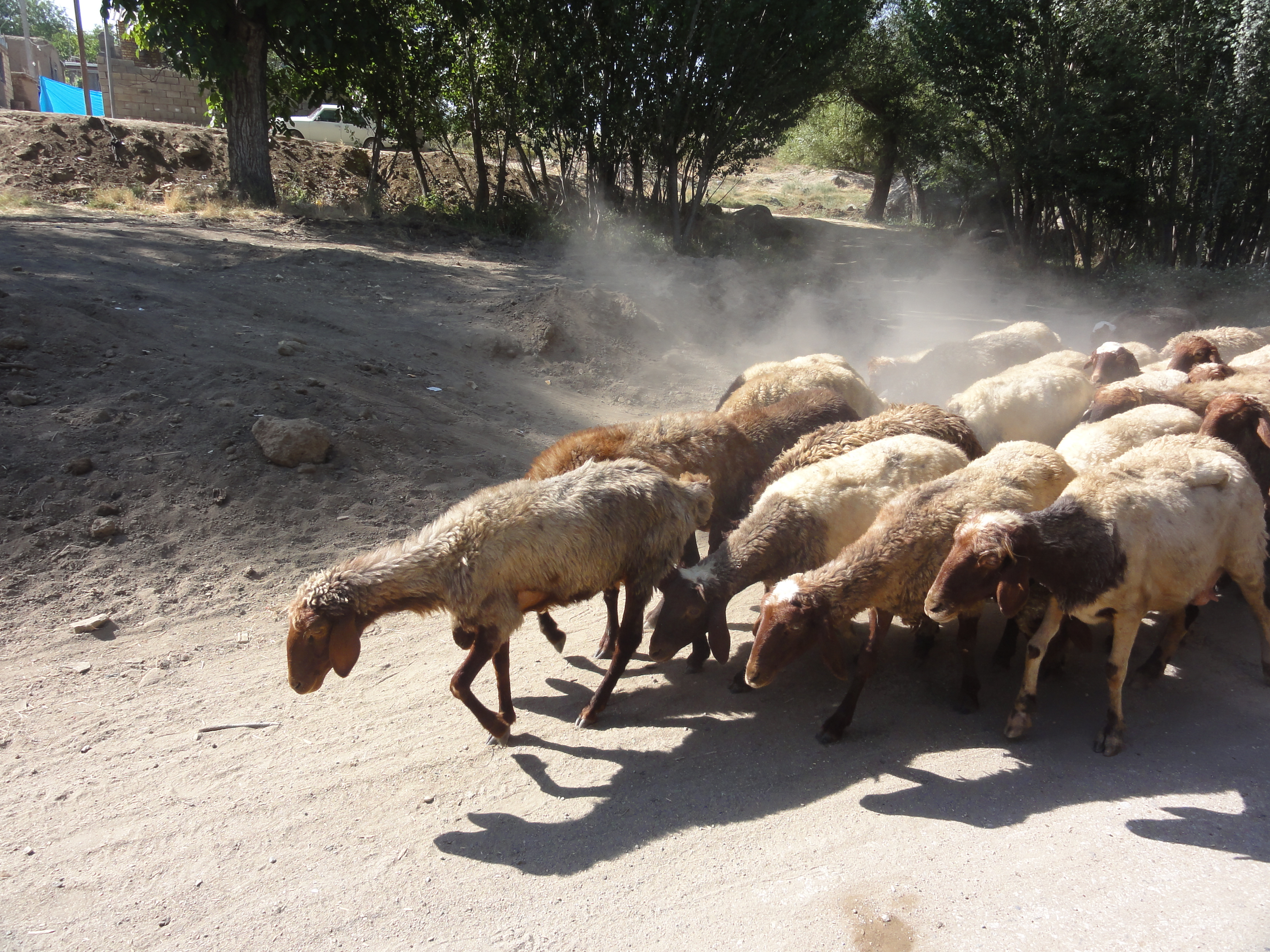
گله گوسفند
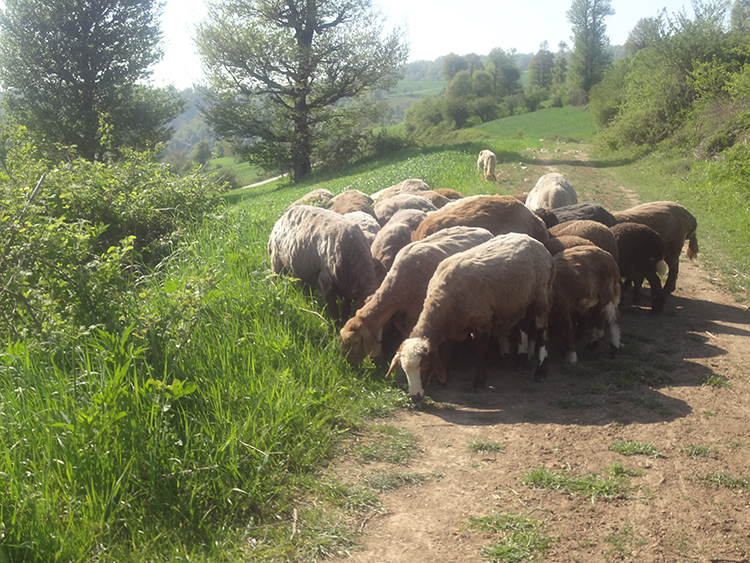
گله گوسفند
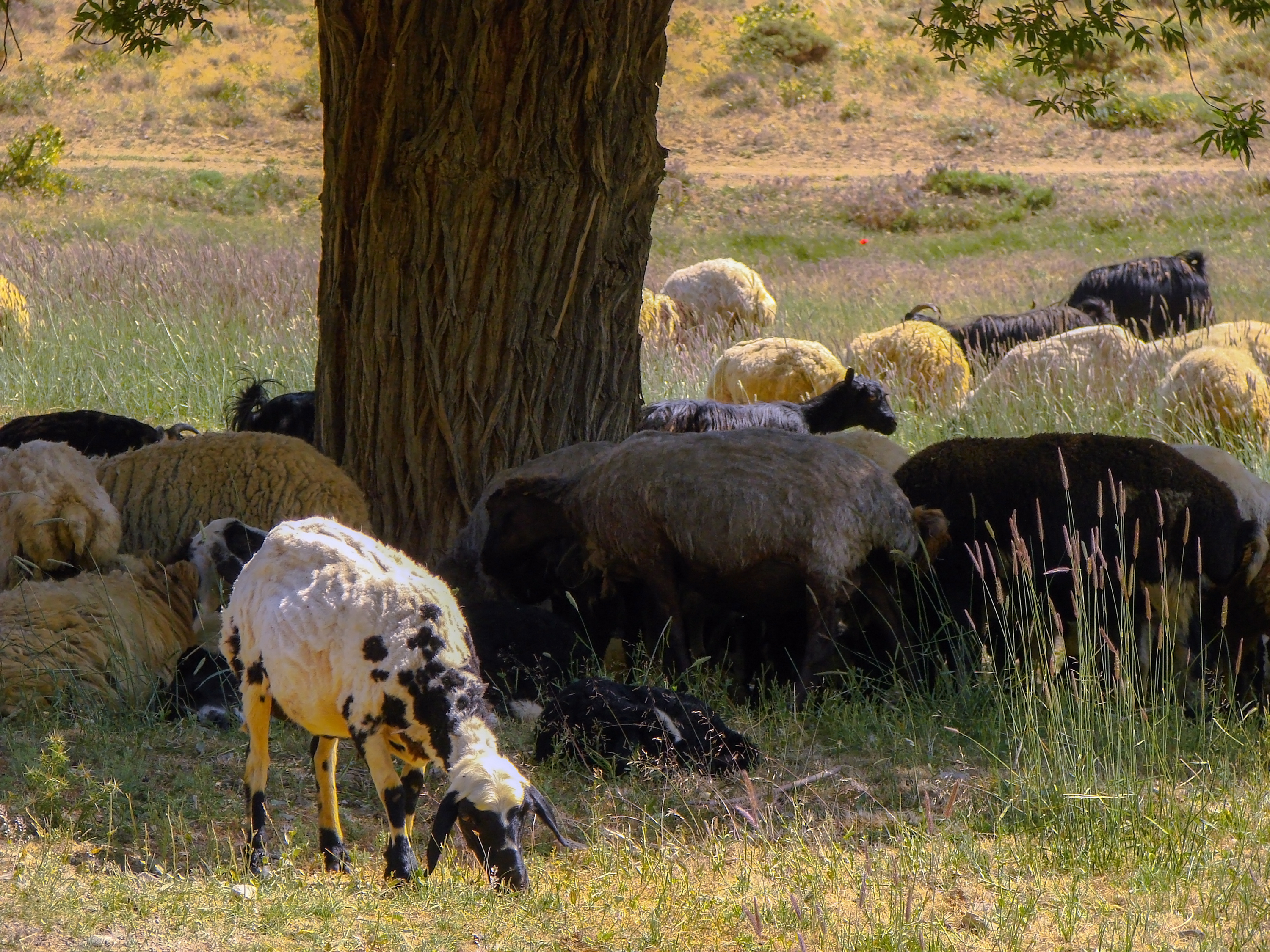
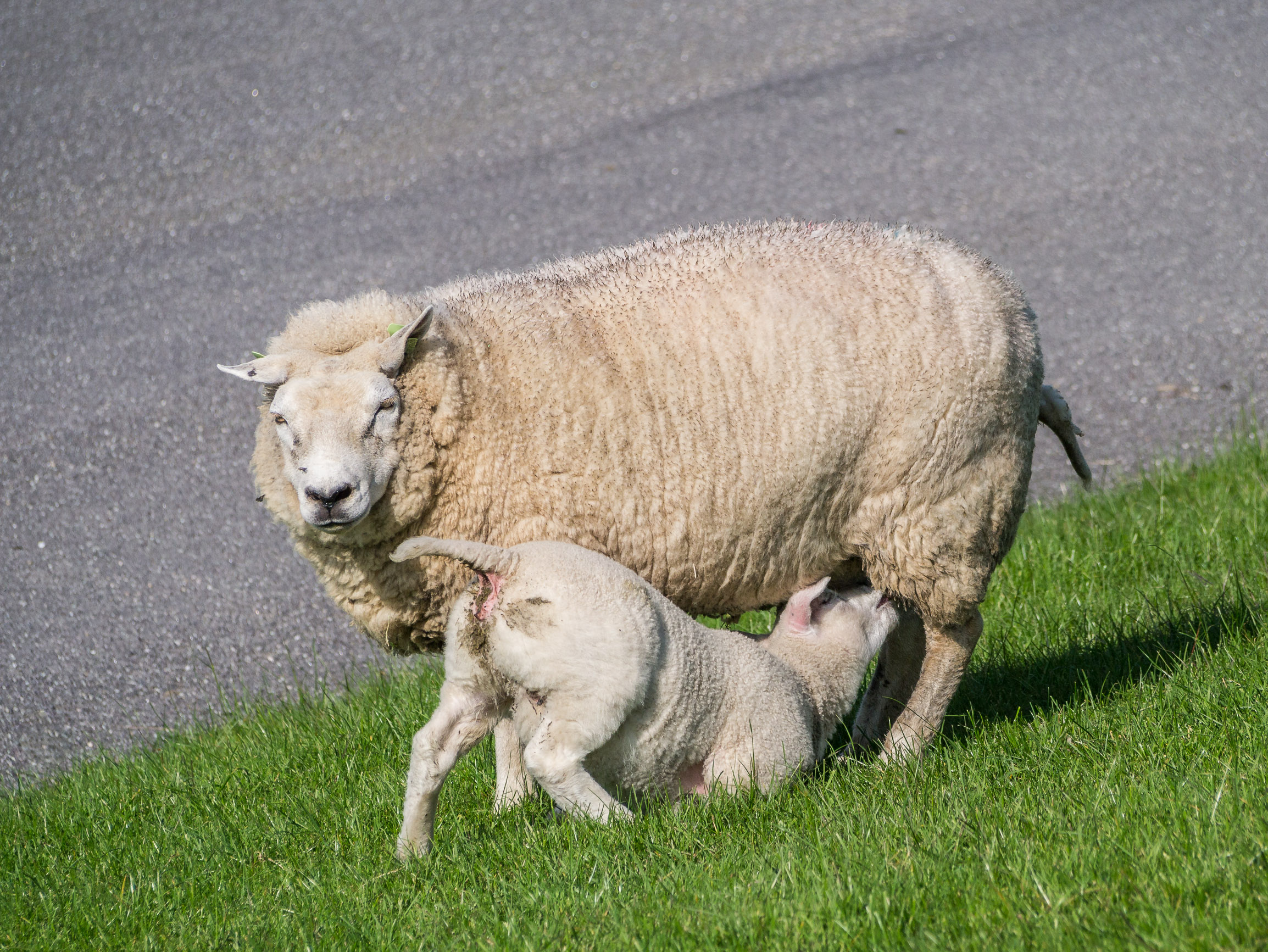
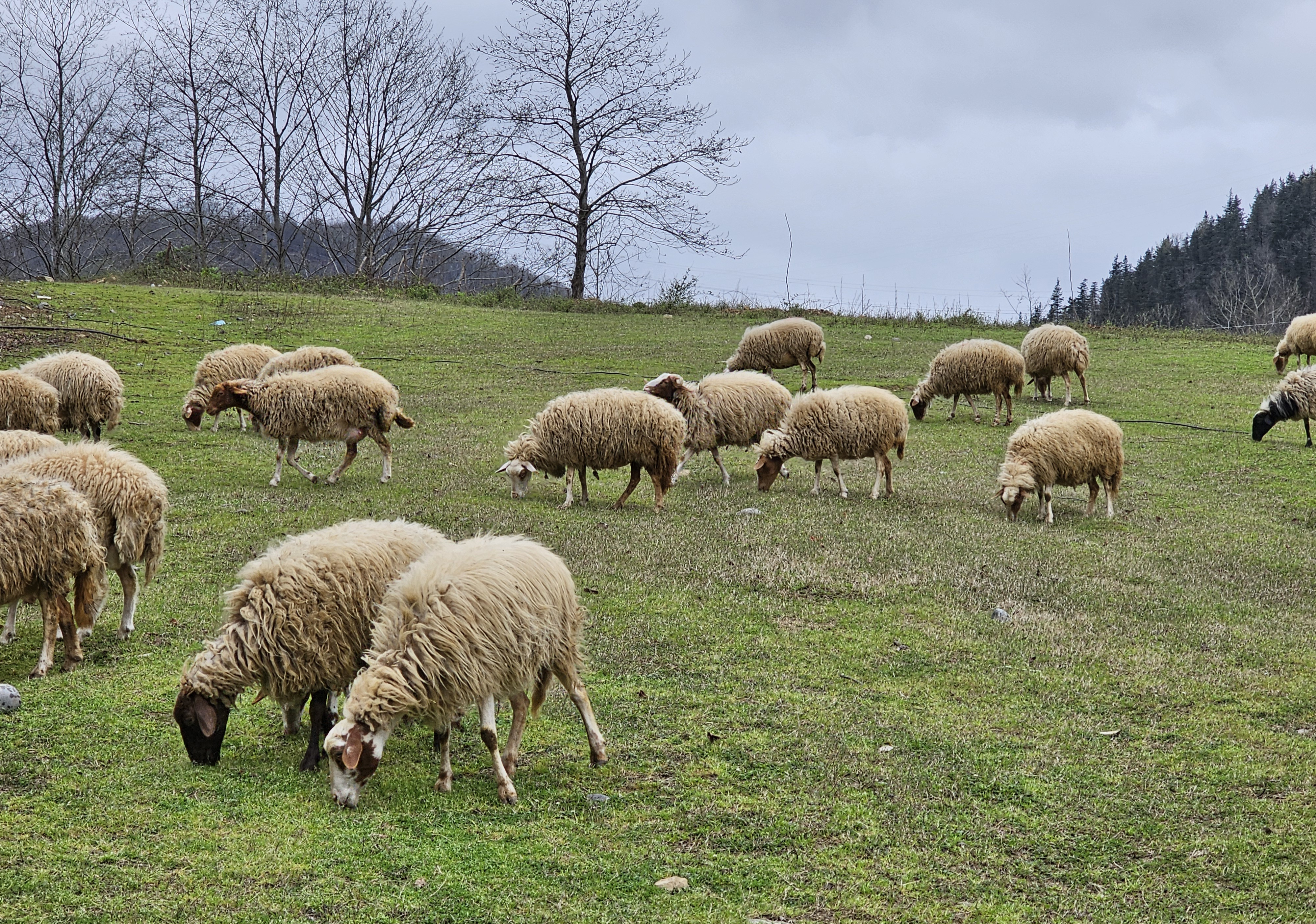